# AM-radio
AM-radio er radiofoni, som anvender amplitudemodulation (AM).
AM-radio beregnet til offentligheden, anvendes især i frekvensbåndet 153 kHz til 30 MHz og omfatter båndene:
- Langbølgebåndet (153 til 281 kHz)
- Mellembølgebåndet (535 kHz til 1705 kHz)
- Kortbølgebåndet (1705 kHz til 30 MHz)

## AM Signalling System (AMSS)
Ved NAB2006 er der blevet præsenteret et åbent am-radiokanals signaleringssystem kaldet AMSS (AM Signalling System). Formålet med denne kanal er at bibringe radioforsatsen med alternative AM-frekvenser og evt. DRM-frekvenser, så radioforsatsen har mulighed for automatisk at skifte til eller oplyse om den bedste kanal.